# Le Bignon-du-Maine
Le Bignon-du-Maine is een gemeente in het Franse departement Mayenne (regio Pays de la Loire) en telt 362 inwoners (2005). De plaats maakt deel uit van het arrondissement Château-Gontier.

## Geografie
De oppervlakte van Le Bignon-du-Maine bedraagt 14,4 km², de bevolkingsdichtheid is 25,1 inwoners per km².

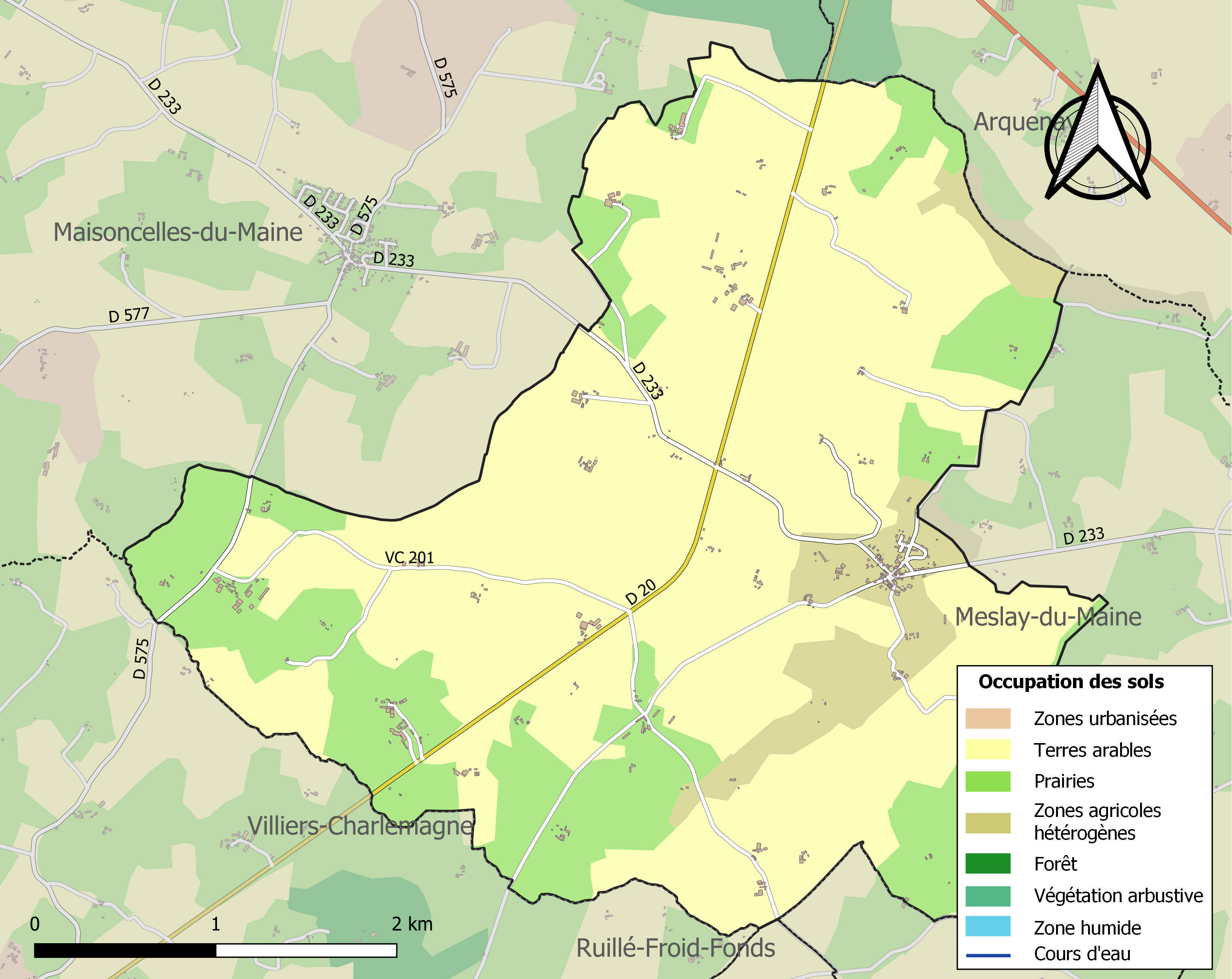
Kaart van de gemeente met de belangrijkste infrastructuur, bodemgebruik en omliggende gemeenten

## Demografie
Onderstaande figuur toont het verloop van het inwonertal (bron: INSEE-tellingen).